# Human Nature (film)
Human Nature è un film del 2001 diretto da Michel Gondry.
La pellicola presenta la seconda sceneggiatura firmata da Charlie Kaufman dopo il suo debutto con Essere John Malkovich, e vede protagonisti Tim Robbins, Rhys Ifans e Patricia Arquette.
Il film è stato presentato fuori concorso al 54º Festival di Cannes.

## Trama
Lila ha un difetto ormonale che fa sì che le crescano dei peli su tutto il corpo. Insicura e incapace di resistere all'interno di una società che la rifiuta, scappa nella foresta, dove vive in mezzo alla natura. Ma la natura chiama e, con la maturità, nasce un desiderio sessuale, per assecondare il quale torna nella civiltà. Conosce Nathan, uno scienziato ossessionato dal galateo a seguito di un'educazione molto dura impartitagli dai genitori adottivi e che segue un progetto finanziato dal governo, in cui topi di laboratorio vengono educati ad usare forchetta e coltello. I due si innamorano e, una volta emersi i loro punti deboli, provano ad accettarsi.
Nathan però scopre accidentalmente la particolarità di Lila e, preso dal disgusto, intreccia una relazione amorosa con la sua assistente, Gabrielle, che vorrebbe che lasciasse Lila per stare con lei, ma l'uomo rimanda continuamente la rottura del rapporto con la ragazza. Durante una passeggiata Lila e Nathan incontrano un uomo che ha passato quasi l'intera vita nella foresta, con il padre (convinto di essere una scimmia), senza mai avere un contatto con la società. Nathan coglie l'occasione per elevare il grado di difficoltà delle sue lezioni di bon ton, e Lila dovrà scendere a patti con la sua coscienza, assecondando i desideri del marito, per non rischiare di perderlo.

## Produzione
Steven Soderbergh aveva mostrato interesse per la direzione della sceneggiatura di Kaufman già nel 1996, quando lo sceneggiatore cercava ancora un produttore per Essere John Malkovich (1999). Soderbergh aveva pensato a David Hyde Pierce per il ruolo di Nathan Bronfman, Chris Kattan nei panni di Puff (probabilmente per via della sua interpretazione di Mr. Peepers al Saturday Night Live) e Marisa Tomei nel ruolo di Lila Jute. Giunti in fase di pre-produzione, a Soderbergh fu offerta la direzione di Out of Sight (1998), così il progetto sfumò.
In seguito gli studios avevano proposto a Spike Jonze la regia del film, per via del successo riscosso con il suo Essere John Malkovich (1999), sempre in collaborazione con Kaufman; egli tuttavia suggerì il nome di Michel Gondry per la regia e si limitò alla produzione.
Gran parte delle scene nella foresta sono allusioni o ricostruzioni di parti del video musicale di Björk, Human Behavior, anch'esso diretto da Michel Gondry.